# Heinz Hergert
Heinz Hergert (* 6. Dezember 1936 in Schnett) war Fußballspieler in der DDR-Oberliga und bestritt ein Spiel in der Fußballnationalmannschaft der DDR.

## Sportliche Laufbahn
Hergert durchlief ab 1951 alle Nachwuchsmannschaften der BSG Motor Jena, dem Vorläufer des SC Motor und des FC Carl Zeiss Jena. 1955 bestritt er zwei Länderspiele mit der DDR-Juniorennationalmannschaft, in denen er als Mittelfeldspieler eingesetzt wurde. Zur Saison 1957 wurde Hergert zum SC Turbine Erfurt, dem damaligen Fußballschwerpunkt der Region (Meister 1954 und 1955), entsprechend den Regularien des DDR-Fußballs delegiert. Der Wechsel nach Erfurt stellte sich allerdings schnell als Fehleinschätzung heraus. Bereits 1957 lag Motor Jena, inzwischen aus der Zweitklassigkeit in die Oberliga aufgestiegen, in der Meisterschaft vor Turbine Erfurt, und in der Saison 1959 musste der Erfurter Klub sogar aus der Oberliga absteigen. Zudem dauerte es lange, bis Hergert sich eine Stammposition erobert hatte. In seinen ersten beiden Spielzeiten wurde er nur sporadisch als Stürmer eingesetzt, erst in der Rückrunde der Saison 1959 fasste er als rechter Verteidiger Fuß.
Nach drei Jahren Spitzenfußball musste Hergert 1960 in der Fußballprovinz spielen. Da Erfurt in der I. DDR-Liga jedoch eine dominierende Rolle spielte und am Ende der Saison postwendend wieder aufstieg, gelang es Hergert, mit guten Leistungen die Auswahlverantwortlichen auf sich aufmerksam zu machen. So wurde er im Juli 1960 in der DDR-Nachwuchsauswahl erstmals international eingesetzt. Noch im selben Jahr spielte er in der B-Nationalmannschaft, in die er dann insgesamt sechs Mal berufen wurde.
Mit seinem internationalen Status war Hergert nicht länger in Erfurt zu halten, denn der SC Turbine stand inzwischen endgültig im Schatten des Thüringer Rivalen SC Motor Jena. Folgerichtig kehrte Hergert im Sommer 1962 zu den Wurzeln seiner Fußball-Laufbahn zurück. Als Lohn wurde er noch im Winter des gleichen Jahres in der A-Nationalmannschaft eingesetzt. Im Rahmen einer Afrikatournee spielte er am 16. Dezember 1962 gegen Guinea (3:2 für die DDR) auf seiner Stammposition als rechter Verteidiger. Hier wurde er als Alternative für Klaus Urbanczyk ausprobiert, konnte aber nicht hundertprozentig überzeugen, sodass er keine weiteren Berufungen in die A-Nationalmannschaft erhielt.
Die Saison 1962/63 wurde jedoch in anderer Hinsicht ein großer Erfolg für Hergert, denn mit seiner Heimmannschaft holte er sich mit der DDR-Meisterschaft endlich einen Titel. Mit seinem Einsatz in allen 26 Meisterschaftsspielen war er maßgeblich an diesem Triumph beteiligt. Am 8. Mai 1965 war er nahe daran, seinen zweiten Titel zu gewinnen, als er mit dem SC Motor Jena im Endspiel um den DDR-Fußball-Pokal stand. Dies gelang jedoch nicht, denn seine Mannschaft unterlag dem SC Aufbau Magdeburg mit 1:2. Bereits im Alter von 29 Jahren neigte sich seine Fußballkarriere dem Ende zu. In der Spielzeit 1966/67 wurde er nur noch in der Reservemannschaft eingesetzt, die lediglich in der drittklassigen Bezirksliga spielte. Dies entsprach nicht Hergerts Ansprüchen, und so wechselte er zu Beginn der Saison 1967/68 zur benachbarten BSG Wismut Gera, die nach einem einjährigen Gastspiel in der Oberliga nun in der DDR-Liga spielte. In Gera war Hergert noch vier Jahre aktiv, danach beendete er im Sommer 1971 endgültig seine aktive Laufbahn.
Nach seiner Fußball-Laufbahn arbeitete Heinz Hergert, der gelernter Werkzeugmacher war, zunächst bei der IG Wismut als Beauftragter für Volkssport und später im Kombinat VEB Carl Zeiss Jena.
| Laufbahn in Zahlen |
| --- |
| - 52 DDR-Oberliga-Spiele in Erfurt - 72 DDR-Oberliga-Spiele in Jena - 8 Oberligatore (1 für Erfurt, 7 für Jena) - 6 Pokalspiele - 1 A-Länderspiel - 6 B-Länderspiele - 1 Nachwuchs-Länderspiel |